# Băng Di
Nguyễn Bảo Trinh, thường được biết đến với nghệ danh Băng Di (sinh ngày 19 tháng 6 năm 1990), là một nữ diễn viên, ca sĩ kiêm người mẫu người Việt Nam. Cô được biết đến nhiều nhất với vai diễn Nhi trong phim truyền hình Gạo nếp gạo tẻ.

## Tiểu sử
Băng Di sinh ngày 19 tháng 6 năm 1990 tại Thành phố Hồ Chí Minh, với tên khai sinh là Nguyễn Bảo Trinh. Cô bắt đầu sự nghiệp bằng vai trò ca sĩ và người mẫu ảnh cho các tạp chí, sau này cô chuyển sang làm diễn viên.

## Danh sách phim

### Phim truyền hình
| Năm  | Tựa phim                | Vai diễn    | Đạo diễn                     | Kênh       | Nguồn |
| ---- | ----------------------- | ----------- | ---------------------------- | ---------- | ----- |
| 2009 | Những ngày hè xanh      | Mai         | Xuân Phước                   | HTV7       |       |
| 2009 | Gia đình phép thuật     | Ma nữ       | Chu Thiện                    | HTV7       |       |
| 2011 | Thiên sứ lông bông      | cô y tá     | Võ Tấn Bình                  | HTV2       |       |
| 2011 | Tình khúc mùa thu       | Minh Trang  | Trương Dũng                  | VTV9       |       |
| 2011 | Xúc xắc mùa thu         | Lan Anh     | Trần Hà Sơn / Trần Cảnh Đôn  | HTV7       |       |
| 2012 | Cuối đường băng         | Yến Nhi     | Nguyễn Phương Điền           | HTV7       |       |
| 2013 | Trúng số tình           |             | Trần Ngọc Giàu               | VTV9       |       |
| 2013 | Lệch pha                | Giỏi        | Xuân Cường                   | Let's Viet |       |
| 2014 | Trả giá                 | Jenny       | Đinh Đức Liêm                | Let's Viet |       |
| 2014 | Cha và con gái          | Dung        | Võ Thạch Thảo                | HTV7       |       |
| 2014 | Đảo xanh                | Thu Hà      | Võ Thạch Thảo                | HTV9       |       |
| 2015 | Kẻ thù giấu mặt         | Thiên Lam   | Nguyễn Phương Điền           | THVL1      |       |
| 2017 | Mặt nạ tình yêu         | Ngọc Liên   | Nguyễn Phương Điền           | THVL1      |       |
| 2017 | Tội ác không dung thứ   | Kiều        | Đặng Minh Quốc               | SCTV14     |       |
| 2017 | Vợ chồng Đậu thời @     | Mén         | Trần Chí Thành               | SCTV14     |       |
| 2017 | Lật mặt hung thủ        | Huệ Ninh    | Nguyễn Minh Cao              | SCTV14     |       |
| 2017 | Tía ơi đừng say         | Út Hiền     | Lý Khắc Lynh                 | SCTV14     |       |
| 2018 | Gạo nếp gạo tẻ          | Nhi         | Võ Thạch Thảo                | HTV2       |       |
| 2018 | Lạc lối                 | Uyên        | Trần Chí Thành               | HTV9       |       |
| 2020 | Nanh thép               | Mỹ Linh     | Đinh Đức Liêm                | THVL1      |       |
| 2020 | Đường về có nhau        | Kim Chi     | Văn Công Viễn                | SCTV14     |       |
| 2020 | Nhật ký nàng xuân       | Xuân        | Trác Huỳnh Nhật Tân          | HTV9       |       |
| 2021 | Những phận đời trớ trêu | Thúy        | Đinh Đức Liêm                | VTVCab10   |       |
| 2022 | Hoa sơn trà             | Tiên        | Trần Hà Sơn / Trần Đôn Nghĩa | SCTV14     |       |
| 2022 | Bí mật hai thế giới     | Phương Linh | Thái Trình                   | SCTV14     |       |

### Phim điện ảnh
| Năm  | Tựa phim                    | Vai diễn       | Đạo diễn                    | Nguồn |
| ---- | --------------------------- | -------------- | --------------------------- | ----- |
| 2015 | Số nhọ / Hay không bằng hên | Người đi đường | Trần Việt Anh               |       |
| 2017 | Đời cho ta bao lần đôi mươi | Lan Anh        | Lê Văn Anh / Huỳnh Tuấn Anh |       |
| 2020 | Cậu Vàng                    | Mợ Ba          | Trần Vũ Thủy                |       |
| 2023 | Đất rừng phương Nam         | Tư Mắm         | Nguyễn Quang Dũng           |       |

## Chương trình đã tham gia
- Cuộc đua kỳ thú 2015 - VTV3[5]
- Én vàng - HTV9 [6][7]
- Radio 88.8 - YanTV
- Cùng nhau tỏa sáng - THVL1
- Ai chẳng thích đùa - HTV7
- Hội quán tiếu lâm - THVL1
- Chung sức - HTV7
- 100 triệu 1 phút - VTV3
- Ngạc nhiên chưa? - HTV7
- Vì bạn xứng đáng - VTV3
- Siêu bất ngờ - HTV7
- Nhanh như chớp - HTV7
- Việt Nam tươi đẹp - HTV9
- Ai cũng bật cười - HTV2
- Tài tiếu tuyệt - HTV2
- 7 nụ cười xuân - HTV7
- Hàng xóm lắm chiêu - HTV7
- Alo Alo - Yeah1TV (VTVCab 17)
- Làng hài mở hội - THVL1
- Đấu trường âm nhạc - THVL1
- Trí lực sánh đôi - VTV3
- Úm ba la ra chữ gì? - VTV3
- Chọn đâu cho đúng - VTV3
- Tường lửa - VTV3[8]
- Ai là bậc thầy chính hiệu? (với Thanh Duy) - VTV3
- Ai thông minh hơn học sinh lớp 5 - VTV6

## Tranh cãi
Trong một bình luận của khán giả khi Băng Di đảm nhận vai mợ Ba trong phim Cậu Vàng, Băng Di đã phản hồi lại rằng: "Truyện Lão Hạc cũng là do Nam Cao nghĩ ra chứ không có thật nên tất cả đều là hư cấu". Tuy nhiên, lời phát ngôn của cô bị khán giả cho là thiếu hiểu biết vì Nam Cao là nhà văn hiện thực phản ánh cuộc sống của người nông dân trước Cách mạng Tháng Tám. Nhiều bình luận mang tính công kích cô, nhiều người khuyên cô nên dành thời gian đọc lại sách Ngữ văn, nên tìm hiểu thông tin, kiến thức thực tế trước khi đảm nhận một vai diễn có liên quan đến văn học, lịch sử.

## Thành tích
- Á quân Cuộc đua kỳ thú 2015[10]
- Top 4 Én Vàng 2018